# 카를 슈리히트

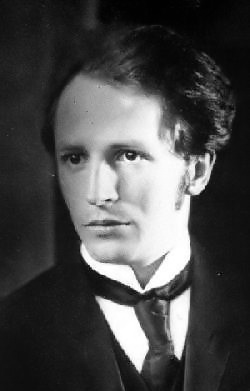
카를 슈리히트

카를 아돌프 슈리히트(Carl Adolph Schuricht, 1880년 7월 3일–1967년 1월 7일)는 독일의 지휘자였다.
단치히에서 태어났고, 아버지는 오르간 제작자였다. 2차 세계대전 발발 전에는 주로 독일 각지에서만 활약했으나, 발발 후에는 나치스를 피해 스위스로 거처를 옮겼다. 전후에는 독일과 오스트리아에서 지휘를 많이 하였다. 베토벤의 작품을 잘 연주한다.

## 참고 문헌
- 이 문서에는 다음커뮤니케이션(현 카카오)에서 GFDL 또는 CC-SA 라이선스로 배포한 글로벌 세계대백과사전의 내용을 기초로 작성된 글이 포함되어 있습니다.

1. ↑  〈카를 슈리히트〉. 《두산백과사전 EnCyber》. 2009년 12월 24일에 확인함.